# Носово (Старгардський повіт)
Носово (пол. Nosowo) — село в Польщі, у гміні Сухань Старгардського повіту Західнопоморського воєводства.
Населення — 196 осіб (2011).
У 1975-1998 роках село належало до Щецинського воєводства.

## Демографія
Демографічна структура станом на 31 березня 2011 року:
|          | Загалом | Допрацездатний вік | Працездатний вік | Постпрацездатний вік |
| -------- | ------- | ------------------ | ---------------- | -------------------- |
| Чоловіки | 90      | 20                 | 60               | 10                   |
| Жінки    | 106     | 26                 | 55               | 25                   |
| Разом    | 196     | 46                 | 115              | 35                   |